# Elena Anaya
Elena Anaya Gutiérrez (Palencia, 17 de julio de 1975) es una actriz española, nominada en cuatro ocasiones a los Premios Goya por sus dotes de interpretación, obteniendo la estatuilla como mejor actriz protagonista por La piel que habito (2011). Internacionalmente, participó por primera vez en una película de habla inglesa con la superproducción Van Helsing (2004), para más adelante continuar con Entre mujeres (2007), la película de superhéroes Wonder Woman (2017) o la cinta de Woody Allen Rifkin's Festival (2020).

## Biografía
Sus padres se separaron siendo ella una niña. Su padre, Juan José Anaya Gómez (1934-2011), fue ingeniero industrial de profesión, y presidió el Colegio de Ingenieros Industriales de Palencia durante casi cuatro décadas y era desde 1987 miembro del Club Rotario de Palencia. Estudió en el Colegio Santo Ángel de la Guarda de Palencia. En los estudios fue poco aplicada, llegando a repetir cursos y optando, finalmente, por limpiar y cocinar en una pensión para estudiantes propiedad de su madre, Elena «Nena» Gutiérrez. Solía veranear de niña en el pueblo de Otero de Guardo con sus padres. Su hermana mayor Marina Anaya Gutiérrez es una reconocida pintora y escultora.
La revista Cuore la sacó del armario ese mismo año al publicar unas fotos suyas en una playa nudista besando a su novia, la directora Beatriz Sanchís, con quien mantuvo una relación desde 2008 a 2013.
La actriz tuvo su primer hijo con su actual pareja, la diseñadora de vestuario Tina Afugu Cordero, con la que mantiene una relación desde 2013, en febrero de 2017. Tuvieron a su segundo hijo en septiembre de 2022.

## Trayectoria
Despertando su oculto interés artístico desde la infancia, en 1996, Anaya se presentó a las pruebas de acceso de la Real Escuela Superior de Arte Dramático de Madrid. Al no superarlas asistió a un curso de interpretación en la UCA (Cádiz) con el actor Manuel Morón como profesor. Finalmente, pudo ingresar en la RESAD en su segundo intento, pero poco después fue expulsada, al no asistir con asiduidad a las clases, ya que estaba trabajando en sus primeras películas: África, de Alfonso Ungría y Familia, de Fernando León. Se matriculó entonces en la escuela de interpretación de Juan Carlos Corazza.
Compaginando estudios y trabajo, llegó a interpretar papeles en el teatro: A bocados, Una luz que ya no está; y en el cine: Las huellas borradas de Enrique Gabriel, Finisterre, Lágrimas negras o Grandes ocasiones. Aunque el reconocimiento nacional llegó con la película Lucía y el sexo, de Julio Medem, donde interpretó a Belén, una niñera morbosa. Por esta caracterización ganó el premio de la Unión de Actores de España y una candidatura al premio Goya.
A partir de 2004 realizó varias películas de habla inglesa, como la superproducción de Hollywood Van Helsing de Stephen Sommers, o Dead Fish de Charley Stadler, compartiendo cartel con el actor Gary Oldman en esta última. Fue considerada, ese año, como una de las mayores estrellas del cine europeo por la European Film Promotion.
En 2006, formó parte del elenco actoral en la producción más cara del cine español: Alatriste, de Agustín Díaz Yanes. Ese mismo año coprotagoniza el vídeo musical SexyBack del cantante de pop Justin Timberlake. En 2010 Anaya es invitada por Julio Medem a participar en el filme Habitación en Roma, en la que se estrenaría como protagonista, compartiendo cartel con la actriz Natasha Yarovenko.

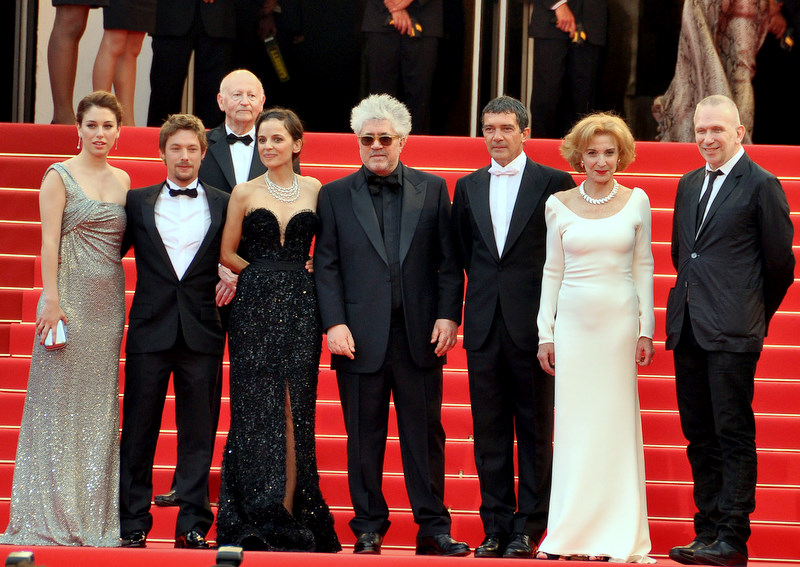
Reparto y director de La piel que habito en el Festival de cine de Cannes. De izquierda a derecha en primer plano: Blanca Suárez, Jan Cornet, Elena Anaya, Pedro Almodóvar, Antonio Banderas, Marisa Paredes y Jean-Paul Gaultier (diseñador de vestuario de la película). Detrás: Gilles Jacob, presidente del Festival de cine de Cannes.

En 2011, Pedro Almodóvar la seleccionó para ser la protagonista, junto a Antonio Banderas, de su nueva película La piel que habito, aunque en un inicio, cuando la película era solo un proyecto, el director manchego pensó en Penélope Cruz para el papel protagonista. Por dicho papel ganó el premio Goya 2011 a la mejor interpretación femenina protagonista. En 2012, recibió el Premio Málaga, galardón honorífico del FMCE.
En 2017 participó en la superproducción de Hollywood Wonder Woman, interpretando a la villana Maru / Doctora Veneno y unos años después, en 2020, tuvo un papel en la película Rifkin's Festival de Woody Allen, de quién admitió después que fue muy difícil trabajar con él. Participó por primera vez en una serie televisiva en 2019, en la británica MotherFatherSon.
A partir de 2022 regresó a la ficción nacional y participó en la película de terror Jaula, y en el thriller Fatum un año después, además de protagonizar la serie Mentiras pasajeras en SkyShowtime y la miniserie Las largas sombras, esta última en 2024, basada en la obra literaria del mismo nombre.

## Filmografía

### Cine
| Año  | Título                             | Personaje             | Notas              |
| ---- | ---------------------------------- | --------------------- | ------------------ |
| 1996 | África                             | África                |                    |
| 1996 | Familia                            | Luna                  |                    |
| 1997 | ¿De qué se ríen las mujeres?       | Catalina Bayarri      |                    |
| 1998 | Grandes ocasiones                  | Susy                  |                    |
| 1998 | Finisterre, donde termina el mundo | Laura                 |                    |
| 1998 | Lágrimas negras                    | Alicia                |                    |
| 1999 | Las huellas borradas               | Rosa                  |                    |
| 2000 | El árbol del penitente             | Sonsoles              |                    |
| 2000 | El invierno de las anjanas         | Adelaida              |                    |
| 2001 | Lucía y el sexo                    | Belén                 |                    |
| 2001 | Sin noticias de Dios               | Pili                  |                    |
| 2002 | La habitación azul                 | Ana                   |                    |
| 2002 | Rencor                             | Esther                |                    |
| 2002 | Hable con ella                     | Ángela                |                    |
| 2003 | Dos tipos duros                    | Tatiana               |                    |
| 2004 | Ana y Manuel                       | Ana                   | Cortometraje       |
| 2004 | Van Helsing                        | Aleera                |                    |
| 2005 | Frágiles                           | Helen Perez           |                    |
| 2005 | Dead fish                          | Mimi                  |                    |
| 2006 | Alatriste                          | Angélica de Alquézar  |                    |
| 2007 | Savage Grace                       | Blanca                |                    |
| 2007 | Entre mujeres                      | Sofía Buñuel          |                    |
| 2007 | Miguel y William                   | Leonor                |                    |
| 2008 | Mesrine: L'instinct de mort        | Sofía                 |                    |
| 2008 | Sólo quiero caminar                | Ana Rodríguez         |                    |
| 2009 | Hierro                             | María                 |                    |
| 2009 | Cairo Time                         | Kathryn               |                    |
| 2010 | Cuenta atrás                       | Nadia Pierret         |                    |
| 2010 | Habitación en Roma                 | Alba                  |                    |
| 2011 | La piel que habito                 | Vera Cruz             |                    |
| 2013 | Pensé que iba a haber fiesta       | Ana                   |                    |
| 2014 | Todos están muertos                | Lupe                  |                    |
| 2015 | Swung                              | Alice                 | También productora |
| 2015 | Lejos del mar                      | Marina                |                    |
| 2015 | La memoria del agua                | Amanda                | También productora |
| 2016 | Zipi y Zape y la isla del capitán  | Señorita Pam          |                    |
| 2016 | The Infiltrator                    | Gloria Alcaino        |                    |
| 2017 | La cordillera                      | Claudia Klein         |                    |
| 2017 | Wonder Woman                       | Maru / Doctora Veneno |                    |
| 2020 | Rifkin's Festival                  | Joanna «Jo» Rojas     |                    |
| 2022 | Jaula                              | Paula Ejea            |                    |
| 2023 | Fatum                              | Comisaria Costa       |                    |

### Televisión
| Año       | Título             | Personaje               | Notas                          |
| --------- | ------------------ | ----------------------- | ------------------------------ |
| 2019      | MotherFatherSon    | Sofía Finch             | Elenco principal; 5 episodios  |
| 2019      | Jett               | Maria                   | Elenco principal; 9 episodios  |
| 2019      | Días de Navidad    | Esther                  | Protagonista; miniserie        |
| 2020–2022 | Professionals      | Graciela «Grace» Davila | Elenco principal; 10 episodios |
| 2023      | Mentiras pasajeras | Lucía Guijarro          | Protagonista; 8 episodios      |
| 2024      | Las largas sombras | Rita Montero            | Protagonista; 6 episodios      |

## Premios y nominaciones
Premios Goya
| Año  | Categoría                                  | Película            | Resultado |
| ---- | ------------------------------------------ | ------------------- | --------- |
| 2014 | Mejor interpretación femenina protagonista | Todos están muertos | Nominada  |
| 2011 | Mejor interpretación femenina protagonista | La piel que habito  | Ganadora  |
| 2010 | Mejor interpretación femenina protagonista | Habitación en Roma  | Nominada  |
| 2001 | Mejor interpretación femenina de reparto   | Lucía y el sexo     | Nominada  |

Fotogramas de Plata
| Año  | Categoría            | Película            | Resultado |
| ---- | -------------------- | ------------------- | --------- |
| 2011 | Mejor actriz de cine | La piel que habito  | Ganadora  |
| 2010 | Mejor actriz de cine | Habitación en Roma  | Ganadora  |
| 2014 | Mejor actriz de cine | Todos están muertos | Nominada  |

Premios de la Unión de Actores
| Año  | Categoría                               | Trabajo             | Resultado |
| ---- | --------------------------------------- | ------------------- | --------- |
| 2014 | Mejor actriz protagonista de cine       | Todos están muertos | Ganadora  |
| 2011 | Mejor actriz protagonista de cine       | La piel que habito  | Nominada  |
| 2010 | Mejor actriz protagonista de cine       | Habitación en Roma  | Nominada  |
| 2001 | Mejor interpretación secundaria de cine | Lucía y el sexo     | Ganadora  |

Festival de Cine Español de Málaga
| Año  | Categoría     | Resultado |
| ---- | ------------- | --------- |
| 2012 | Premio Málaga | Ganadora  |

Otros
- Actriz del Siglo XXI' en la Semana de Cine de Medina 2010.[23]
- Premio en Sitges a la mejor actriz por Hierro.
- Premio a la Trayectoria Joven 2005 en el Festival de Cine de Albacete.
- Candidata a la mejor actriz en los premios del Círculo de Escritores Cinematográficos por La piel que habito.
- Biznaga de plata a la mejor actriz del Festival de Málaga (2014) por Todos están muertos.
- Candidata a la mejor actriz de reparto en los Premios Saturn por La piel que habito.
- Candidata y ganadora a la mejor actriz protagonista en los premios Forqué 2011 por La piel que habito.[24]
- Nominada a la mejor interpretación femenina en los Premios Platino 2016 por La memoria del agua.[25]
- Premio Ciudad de Melilla 2024 de la Semana de Cine de Melilla.[26]